# Karl Edmund Robert Alberti
Karl Edmund Robert Alberti (* 12. Juli 1801 in Danzig; † 4. November 1870 in Potsdam) war ein deutscher Geistlicher, Pädagoge, Komponist und Autor.

## Leben
Carl Edmund Robert Alberti studierte Theologie und Philosophie in Berlin, dabei auch Musik bei Carl Friedrich Zelter. Nach dem Studium wurde er zweiter Prediger an der St. Trinitatiskirche in Danzig, dann Diakon der Ober-Pfarrkirche von Danzig und 1833 wurde er Pfarrer von Praust (Diözese Danziger Höhe).1837 bekam er die zweite Diakonatsstelle an der evangelischen Domkirche Marienwerder. 1841 wurde er in Marienwerder auch Direktor der höheren Bildungsanstalt für die weibliche Jugend und des damit verbundenen Lehrerinnenseminars. Von 1854 bis 1866 war er Stadtschulrat in Stettin. Danach wohnte er in Berlin und veröffentlichte einige Artikel in der Neuen Berliner Musikzeitung.
Alberti komponierte auch Vokalwerke. Er war Mitglied der Freimaurerloge Drei goldene Anker zur Liebe und Treue in Stettin.

## Werke
- Erinnerung an wichtige Augenblicke des Lebens. Zwei Predigten beim Amtswechsel gehalten und eine Rede am Grabe seines Vaters. Danzig 1832
- Die Musik in Kirche und Schule. Marienwerder 1843 (Digitalisat)
- Andeutungen zur Geschichte der Oper. Marienwerder 1845
- Die Bildungs-Anstalten für Lehrerinnen und Erzieherinnen und ihre Organisation. Danzig 1848 (Digitalisat)
- Richard Wagner und seine Stellung in der Geschichte der dramatischen Musik. Stettin 1856 (Digitalisat)
- Ludwig van Beethoven als dramatischer Tondichter. Stettin 1859 (Digitalisat)
- Shakespeare-Album. Des Dichters Welt- und Lebensanschauung. Berlin 1864 (Digitalisat)
- Heinrich Pestalozzi. Ein Lebensbild. Berlin 1869 (Digitalisat)